# Hemisarcoptoidea

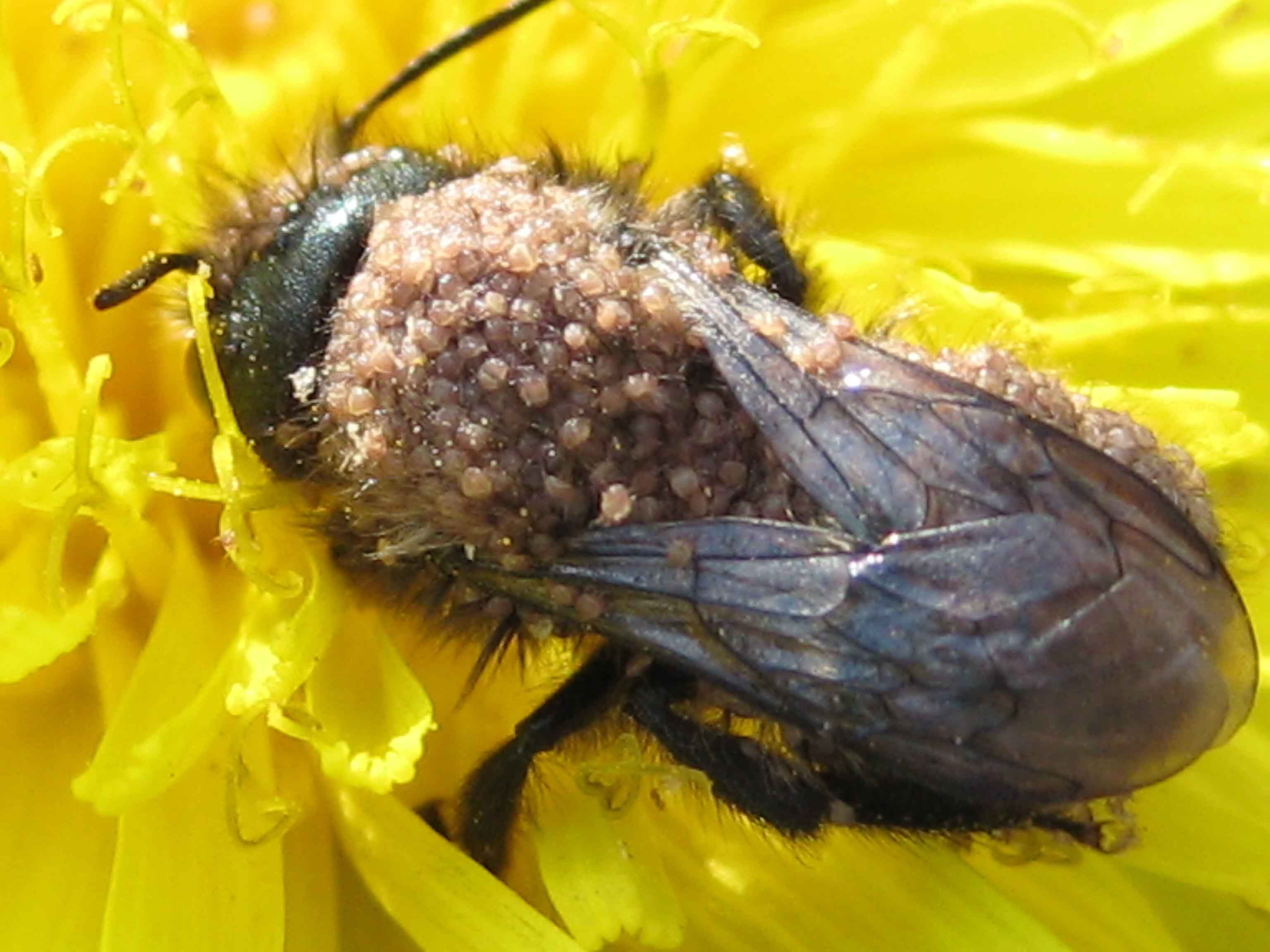
Пчела Osmia lignaria покрытая пыльцеядными клещами рода Chaetodactylus

Hemisarcoptoidea (лат.) — надсемейство панцирных клещей (Oribatida) из клады Astigmata отряда Саркоптиформные клещи. Встречаются всесветно, включая острова Антарктики.

## Распространение
Встречаются всесветно; несколько видов (Algophagus antarcticus и другие) найдены на островах Антарктики.

## Описание
Взрослые особи с нормально сформированной гнатосомой; хелицеры хелатно-зубчатые, или редко фиксированный палец редуцирован. Субкапитулум и пальпы нормально сформированы, редко удлинены. Идиосома с кутикулой гладкой, маммиллятной, микротрихозной или изредка сильно склеротизованной.
Гемисаркоптоидные клещи — обычные обитатели различных дендробионтных и водных местообитаний, многие виды (Chaetodactylidae, Winterschmidtiidae) специализируются как инквилины в гнездах перепончатокрылых насекомых (пчёлы, осы, Hymenoptera). Некоторые (Hyadesiidae, Algophagidae) предпочитают морские побережья и соленые местообитания. Hemisarcoptidae паразитируют на насекомых (Coccodea, Coleoptera — Chrysomelidae, Coccinellidae) и некоторые из них используются для контроля вредителей. Carpoglyphidae and Winterschmidtiidae являются обитателями гнилых материалов, иногда встречаются также на насекомых.

## Классификация
В надсемейство включают 6 семейств, около 50 родов и более 340 видов (или 7 семейств с учётом Meliponocoptidae).
- Семейство Chaetodactylidae Zachvatkin, 1941 (5 родов, более 100 видов)[5]
- Семейство Hyadesiidae Halbert, 1915 (2 рода, 47 видов)[5]
  - Amhyadesia Fain & Ganning, 1979
  - Hyadesia Mégnin, 1891
- Семейство Carpoglyphidae Oudemans, 1923 (2 рода, 6 видов)[5]
- Семейство Algophagidae Fain, 1975 (7 родов, 19 видов)[5]
  - Algophagus Hughes, 1955[2]
  - Hericia G. Canestrini, 1888
  - другие
- Семейство Hemisarcoptidae Oudemans, 1904 (11 родов, 33 видов)[5]
- Семейство Winterschmidtiidae Oudemans, 1923 (24 рода, 143 видов)[5]
- Семейство Meliponocoptidae Fain & Rosa, 1983 (2 рода, 4 видов)[5]
  - Meliponocoptes Fain & Rosa, 1983[6]
    - Meliponocoptes nidicolus Fain & Rosa, 1983
    - Meliponocoptes orphanus Fain & Rosa, 1983
    - Meliponocoptes scutatus Fain & Rosa, 1983

  - Meliponoecius Fain & Rosa, 1983
    - Meliponoecius flechtmanni Fain & Rosa, 1983